# بيسي لوف
بيسي لوف (بالإنجليزية: Bessie Love)‏ هي ممثلة بريطانية وأمريكية (وحملت سابقاً جنسية المملكة المتحدة لبريطانيا العظمى وأيرلندا)، ولدت في 10 سبتمبر 1898 بمدلاند في الولايات المتحدة، وتوفيت في 26 أبريل 1986 بلندن في المملكة المتحدة.

## أعمال

### أفلام
- (1925) العالم المفقود
- (1929) لحن برودواي
- (1929) منوعات هوليوود المسرحية 1929
- (1954) الكونتيسة حافية القدمين
- (1969) في الخدمة السرية لجلالتها
- (1981) ريدز[11]

## ترشيحات
- جائزة الأوسكار لأفضل ممثلة، عن عمل: لحن برودواي

## وصلات خارجية
- بيسي لوف على موقع IMDb (الإنجليزية)
- بيسي لوف على موقع روتن توميتوز (الإنجليزية)
- بيسي لوف على موقع ألو سيني (الفرنسية)
- بيسي لوف على موقع تيرنر كلاسيك موفيز (الإنجليزية)
- بيسي لوف على موقع أول موفي (الإنجليزية)
- بيسي لوف على موقع قاعدة بيانات الأفلام السويدية (السويدية)
- بيسي لوف على موقع إن إن دي بي (الإنجليزية)
- بيسي لوف على موقع ديسكوغز (الإنجليزية)
- بيسي لوف على موقع قاعدة بيانات الفيلم (الإنجليزية)
- بيسي لوف على موقع كينوبويسك (الروسية)